# Strueth
Strueth (en alsacià Strueth) és un municipi francès, situat a la regió del Gran Est, al departament de l'Alt Rin. L'any 1999 tenia 339 habitants.

## Demografia
| 1962 | 1968 | 1975 | 1982 | 1990 | 1999 |
| ---- | ---- | ---- | ---- | ---- | ---- |
| 213  | 231  | 246  | 267  | 181  | 339  |

## Administració
| Període   | Identitat     | Partit |
| --------- | ------------- | ------ |
| 2001-2006 | Henri Richert |        |
| 2006-     | Jean-Paul Bey |        |